# Lammassaari (halvö i Tyrjänjärvi)
Lammassaari är en halvö i sjön Tyrjänjärvi och i kommunen Parikkala i landskapet Södra Karelen, i den sydöstra delen av Finland, 300 km nordost om huvudstaden Helsingfors. Arean är ca 14 ha.